# Isla Tova
Isla Tova är en ö i Argentina.   Den ligger i provinsen Chubut, i den södra delen av landet, 1 300 km sydväst om huvudstaden Buenos Aires. Arean är 6,9 kvadratkilometer.
Terrängen på Isla Tova är mycket platt. Öns högsta punkt är 46 meter över havet. Den sträcker sig 3,7 kilometer i nord-sydlig riktning, och 4,8 kilometer i öst-västlig riktning.